# Onnaing
Onnaing és un municipi francès, situat a la regió dels Alts de França, al departament del Nord. L'any 2006 tenia 8.696 habitants. Limita al nord amb Fresnes-sur-Escaut, al nord-est amb Vicq, a l'est amb Quarouble, al sud-est amb Rombies-et-Marchipont, al sud amb Estreux, al sud-oest amb Saint-Saulve i al nord-oest amb Escautpont i Bruay-sur-l'Escaut.

## Demografia
| 1962                                       | 1968  | 1975  | 1982  | 1990  | 1999  | 2006  |
| ------------------------------------------ | ----- | ----- | ----- | ----- | ----- | ----- |
| 9.302                                      | 9.673 | 9.715 | 9.157 | 9.173 | 8.779 | 8.696 |
| Des de 1962: població sense dobles comptes |       |       |       |       |       |       |

## Administració
| Període   | Identitat         | Partit |
| --------- | ----------------- | ------ |
| 1971-1977 | André Vandernotte | PS     |
| 1977-1996 | Georges Laine     | PCF    |
| 1996-2001 | Daniel Crépin     | PCF    |
| 2001      | Georges Laine     |        |
| 2001-     | Denise Cappelle   |        |